# Nunatak Mushka
Nunatak Mushka (englische Transkription von russisch Нунатак Мушка Nunatak Muschka, deutsch ‚Schönheitsflecknunatak‘) ist ein Nunatak im ostantarktischen Mac-Robertson-Land. In der Aramis Range der Prince Charles Mountains ragt er unmittelbar nördlich des Sputnik-Nunataks und südlich des Mount Afflick auf.
Russische Wissenschaftler benannten ihn.